# Ignacio de la Vega
Luis Ignacio de la Vega Leija (San Luis Potosí, 23 giugno 1914 – Tijuana, 19 settembre 1974) è stato un cestista messicano.

## Carriera
Ha vinto la medaglia di bronzo con il Messico alle Olimpiadi di Berlino 1936, giocando cinque partite.